# 크롬강

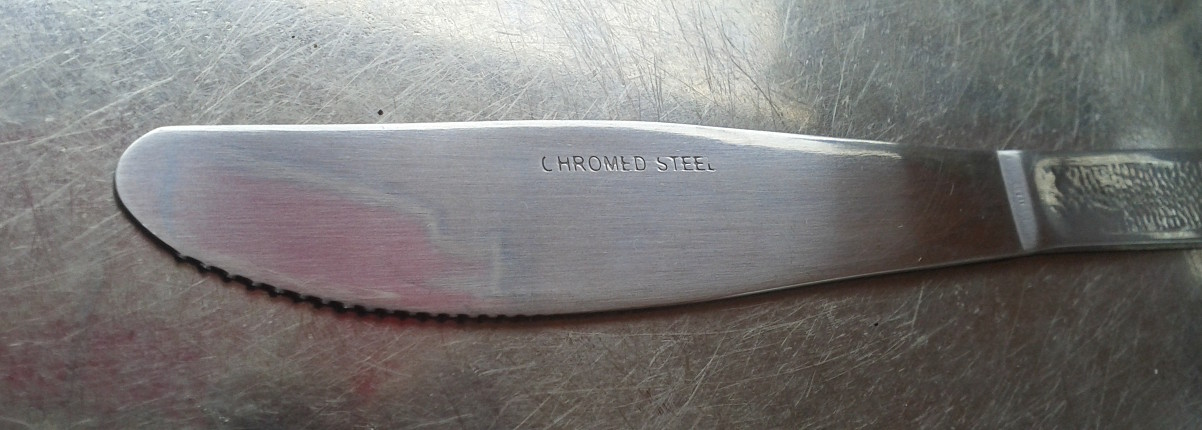
크롬강 나이프

크롬강(chrome steel)은 AISI 52100, En31, SUJ2, 100Cr6, 100C6, DIN 5401와 같은 스테인리스가 아닌 강의 계열 가운데 하나로 ,도구, 가정 기구 등에 사용된다. 값비싼 니켈이 들어 있지 않기 때문에 널리 구조용으로 쓰이고 있다. 그리고 고탄소 크롬강은 열처리에 의해서 크게 경화(硬化)하므로, 경도가 필요한 공구나 볼베어링 등에 쓰인다.

## 문화
크롬강(chrome steel)이라는 용어는 1933년 영화 킹콩과 2005년 리메이크에 둘 다 사용되었다.